# Iniciativa Pan Sahel
La Iniciativa Pan Sahel (Pan Sahel Initiative (PSI), en inglés) fue un programa desarrollado por Estados Unidos en la zona noroccidental-meridional de África, parte del desierto del Sahara occidental y el Sahel) que, oficialmente, trataba, a través del Departamento de Estado y del Departamento de Defensa, de garantizar las fronteras, combatir el terrorismo y fomentar la cooperación de los países de la zona para lograr una mayor estabilidad política. El PSI se dirigía a Malí, Níger, Chad y Mauritania, a los que el gobierno de los Estados Unidos ayudó en el control de los movimientos de población para ayudar a la lucha antiterrorista en el norte de África.
Estados Unidos envió 1.500 soldados a la base militar francesa en Yibuti. El presupuesto inicial fue superior 8 millones de dólares, (aunque las cifras oficiales de los 2/3 años de ejecución del mismo no son conocidas), y se destinó a formar tropas especializadas contra el terrorismo en los países de la zona, con apoyo de las fuerzas especiales norteamericanas del Comando Europeo (EUCOM).
En 2005, aunque de manera formal el programa siguió vigente, se creó un nuevo proyecto denominado Iniciativa Transahariana de Lucha contra el Terrorismo (Trans-Sahara Counterterrorism Initiative, TSCTI en sus siglas en inglés) y la Asociación Transahariana de Contraterrorismo (Trans-Saharan Counter-Terrorism Partnership, TSCTP en inglés). El objetivo de ambos es contrarrestar la amenaza del Grupo Salafista para la Predicación y el Combate que, en enero de 2007, declaró que se constituía como la Al Qaeda del norte de África y que desarrolla sus acciones en Marruecos, Argelia y Túnez.